# Hyrrokkin

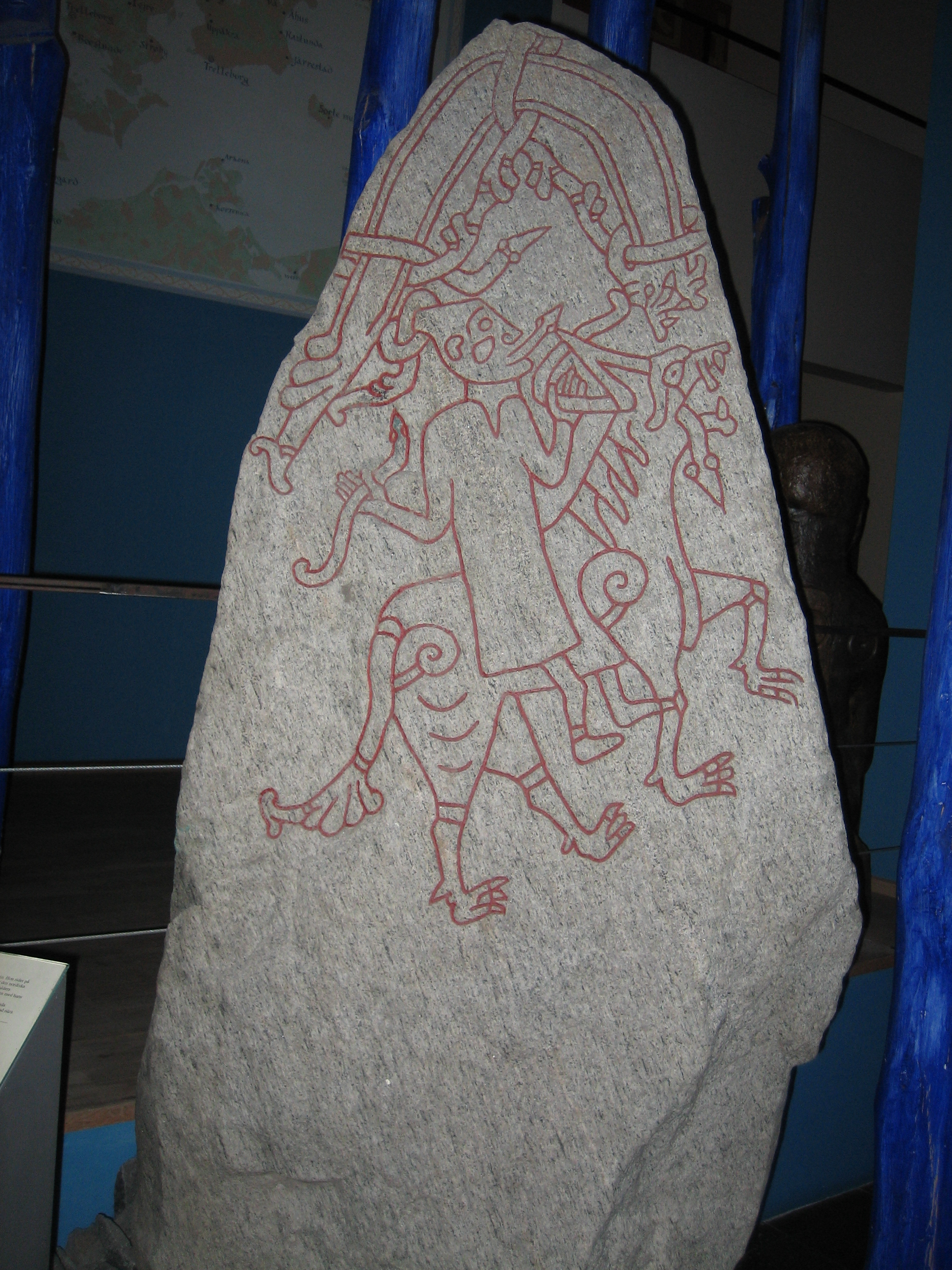
Es creu que la figura que apareix en almenys una de les restes lítiques del ara destruït Monument Hunnestad és Hyrrokkin.

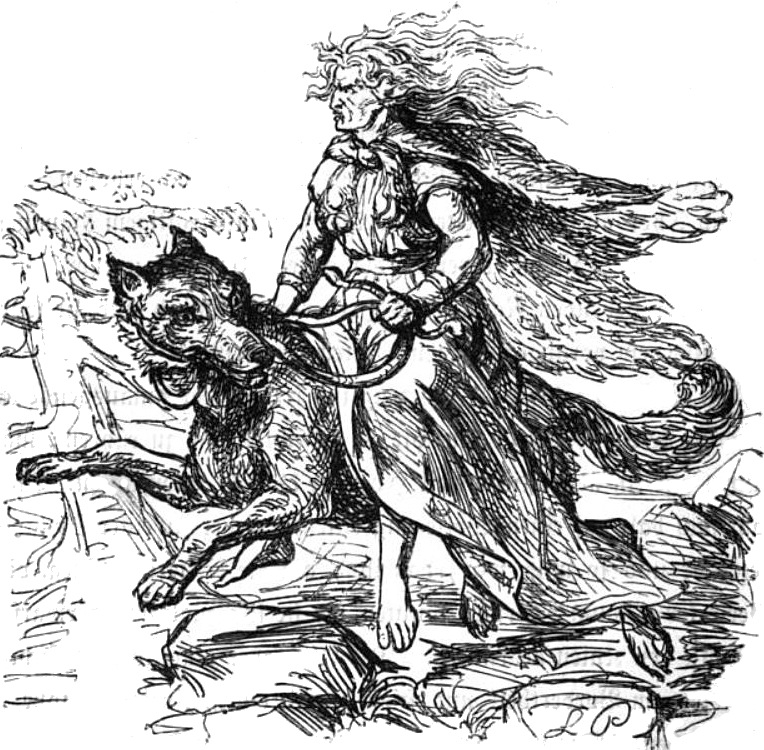
Hyrrokkin per Ludwig Pietsch (1865)

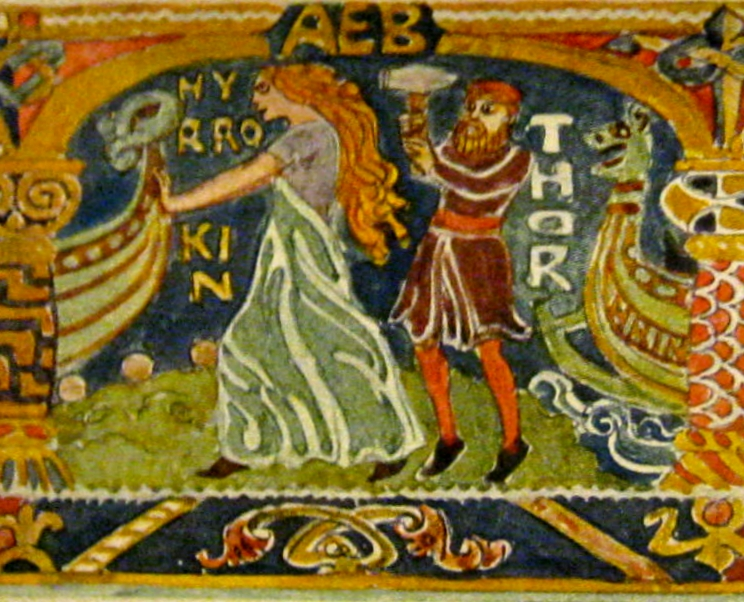
Hyrrokkin empenta el Hringhorni, li degut a això enfada a Thor (mostra de força). Il·lustració per Emil Doepler, ca. 1905.

A la mitologia nòrdica, Hyrrokkin ("Fumada pel foc", possiblement referint-se a una aparença arrugada, apergaminada.) és una jötunn. Apareix representada a les restes lítiques del Monument Hunnestad (prop de Marsvinsholm, Suècia) al qual s'assigna el nom de DR 284.

## Hyrrokkin al Funeral de Balder
Es diu al Gylfaginning de Snorri Sturluson que, en el funeral de Balder, la seva dona Nanna va morir de dolor en veure el seu marit mort al Hringhorni. Va ser disposada al costat d'ell en la seva pira, sumant-se així al seu marit al Hel. Hringhorni, el vaixell de Balder, va ser el més gran dels vaixells i va servir per ser el vaixell funerari del déu. No obstant això, per la seva mida i magnificència, ningú semblava tenir la força suficient per empènyer el vaixell fora de la sorra.
Els Æsir aleshores recórrer a l'ajuda de Hyrrokkin, que va venir des de Jötunheim, i va arribar en un llop gegant amb escurçons com a regnes. Quan desmuntà, Odin invocà a quatre de les seves berserker ulfhednar per mirar per l'animal, però aquests eren incapaços de controlar-lo sense deixar-lo inconscient. Amb la seva potència sísmica, la Jotun empenyé el vaixell des de la sorra fins a l'aigua ajudada dels rodets que hi havia sota. Aquesta proesa va causar que la terra tremolés i que els rodets cremessin, el que va fer enfadar Thor. Tant era el seu empipament en veure que ella triomfava on ell no havia pogut, que va estar a punt de matar-la amb el seu martell Mjöllnir, però els altres déus van insistir que això era innecessari i que la deixés marxar.
| En æsirnir Toku lik Baldrs ok fluttu til sævar. Hringhorni Hét skip Baldrs. Hann var allra skipa mestr. Hann vildu Godín fram setja ok gera Thar á bálför Baldrs, en skipit gekk hvergi fram. Tha var sent í Jötunheima eftir gýgi þeiri, er Hyrrokkin Hét. En er hon kom ok Reid vargi ok hafði höggorm at taumum, Tha hljóp hon af hestinum, en Oðinn kallaði til berserki fjóra at Gaetà hestsins, ok fengu their eigi haldit, nema their felldi hann. Tha gekk Hyrrokkin á framstafn nökkvans ok hratt fram í fyrsta viðbragði, Sva at ELDR hraut òr hlunnunum ok Lond oll skulfu. Tha vard Þórr reiðr ok GREIP hamarinn ok myndi tha brjóta höfuð hennar, ADR en Godín oll Badu henni friðar. Guðni Jónsson's edition |  | Els Æsir llavors van prendre el cos mort i el van portar a la vora del mar, on era Hringhorn, i el vaixell de Balder, el qual passava per ser el més llarg en tot el món. Però quan ells van voler llançar-lo a la mar per fer la pira funerària en ell, van ser incapaços de fer que es mogués. Davant d'aquesta circumstància, van requerir de Jotunheim una geganta anomenada Hyrrokin, que va venir en un llop que tenia serps enroscades a manera de brides. Tan aviat com ella va baixar, Odin va ordenar a quatre berserkir que agafessin la seva muntura. No obstant això, es van veure obligats a immobilitzar l'animal a terra abans de poder portar a terme la seva comesa. Hyrrokin va anar cap al vaixell i amb una única empenta el va posar a flotació, però aquest empenta va ser tan violenta que el foc va sorgir dels rodets, i la terra va tremolar al voltant seu. Thor, molt enfadat amb el que veia, va agafar el seu martell i, si no arriba a ser per la intervenció dels altres Æsir, hagués trencat el crani de la Jotun Hyrrokin. - Edició electrònica llibre: {{{títol}}} en el Projecte Gutenberg. |  |

## La mort de Hyrrokkin
Contràriament a l'acte de clemència exercit per Thor en l'enterrament de Balder, Hyrrokkin és esmentada en una llista de Jotun assassinats per ell, tal com és explicat pel Þorbjörn dísarskáld a Skáldskaparmál.
| Ball í Keilu Kolli, Kjallandi brauzt þú alla, ADR draptu LUT ok Leida, Léztu dreyra Búseyru; Heftir þú Hengjankjöftu, Hyrrokkin dar fyrri; Tho var snemr in Samà Svívör numin lífi. Guðni Jónsson's edition | Tu vas fer ferir el cap de Keila, vas aixafar a Kjallandi al complet, Abans vas vèncer a Lútr i Leidi, Vas vessar la sang de Búseyra; Vas detindre a Hengjankjapta, Hyrrokkin morí abans; Però, de la mateixa manera Svívör de la vida va ser pres. —Skáldskaparmál (4), Brodeur's translation Arxivat 2007-02-08 a Wayback Machine. |  |

## Testimonis
El poema Húsdrápa, compost per Ulfr Uggason a Islàndia a la fi del segle x i parcialment preservat a l'Edda prosaica, esmenta a Hyrrokkin al funeral de Balder:
"La poderosa Hild de les muntanyes [Jotun] va fer que el Sleipnir marí [vaixell] avancés, però els que tenen els elms de flames [guerrers, berserkir] de Hropt Odin enderrocaren la seva muntura. "
Ella també és esmentada en el Nafnaþulur:
Gjölp, Hyrrokkin,
Hengikepta,
Gneip ok Gnepja,
Geysa, au,
Hörn ok Hrúga,
Harðgreip, Forað,
Hryðja, Hveðra
Ok Hölgabrúðr.